# Pentace strychnoidea
Espèce
Pentace strychnoidea est une espèce de plantes du genre Pentace de la famille des Malvaceae.